# ほたるスイッチ

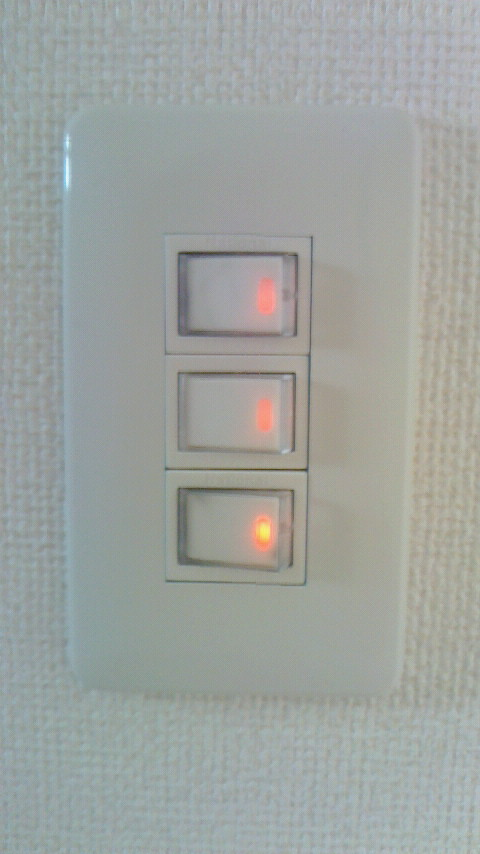
ほたるスイッチ

ほたるスイッチは、照明スイッチの一種。

## 概要
消灯時も暗中でスイッチの位置が分かるよう、微灯のランプが点灯する仕組みになっているものを指す。パナソニックの商標であり、東芝ライテックではオフピカの呼称を用いている。高齢者の転倒事故防止にも効果があるとされている。点灯（通電）時にランプが点灯するパイロットスイッチ機能も備えたパイロットほたるスイッチもラインナップされている。
ネオン管とLEDの二通りあり、1971年に発売されたフルカラー配線器具ではオレンジ色のネオン管、2000年4月21日発売のコスモシリーズワイド21配線器具も当初は緑色のネオン管が内蔵されていたが製品の仕様・品番変更により2016年8月からは緑色LEDが内蔵されるようになった。2014年7月21日発売のアドバンスシリーズ配線器具では白色LEDが内蔵されている。コスモシリーズワイド21とアドバンスシリーズは導光の方法が異なるものの、スイッチ自体の形が同一で互換性があるため、ワイドハンドルにアドバンススイッチ（若干明るい白色点灯）、アドバンスハンドルにワイドスイッチ（若干暗い緑色点灯）といった組み合わせでも使用可能となっている。